# 高崎村
高崎村（たかさきむら）は、山形県北村山郡にあった村。概ね現在の東根市の大字観音寺・関山地区に相当する。

## 村名の由来
大字観音寺にある高岡山，及び大字関山にある石崎山から一字ずつとって命名。
現在は羽前高崎郵便局，東根市立高崎小学校，JA支所，及び交叉点名にその名をとどめる。

## 沿革
- 1889年4月1日 - 町村制施行に伴い観音寺村，関山村，大江新田，名和新田が合併して北村山郡高崎村が成立。
- 1954年8月1日 - 東根町、東郷村、大富村、長瀞村、小田島村と合併して東根町となる。